# Медресе Юлдашбия Шахрисабзия
Медресе Юлдашбая Шахрисабзия-медресе в Бухаре, которое не сохранилось до наших дней. Медресе Юлдашбая Шахрисабзия было построено Юлдашбаем Шахрисабзием в XIX веке при эмире Абдулахад-Хане, правившем в Бухарском эмирате. Ученый-исследователь Абдусаттор Джуманазаров изучил ряд вакфных документов, относящихся к этому медресе, и привел информацию, относящуюся к медресе. В частности, в первоначальном документе о пожертвованиях на строительство медресе 16 марта 1885 г. Юдошбой Шахрисабзий пожертвует пять магазинов в Гузаре Сузангарон. Юдошбой Шахрисабзский пожертвовал еще девять тысяч монет, чтобы завершить строительство медресе. Медресе должно было состоять из девяти комнат и одного учебного класса. К северу от этого медресе находился двор Мир Шамсиддина Вали Мирза Салиха, а к югу и востоку-улица. Вакфным попечителем имущества медресе был сам Вакиф. После него эту задачу выполнял председатель Бухары Шариф. Медресе Юлдашбая Шахрисабзия считалось одним из самых активных учебных заведений Бухары. Сохранился ряд документов о пожертвованиях, относящихся к медресе. В основном они отражали материальное обеспечение мударрисов и талибов медресе Спутник Шахрисабз. В кельях медресе жили студенты из двух человек. Садри Зия записал, что в этом медресе Шахрисабз было 9 комнат. Медресе спутника Шахрисабзия состояло из 9 келий. Это медресе построено в стиле среднеазиатской архитектуры. Медресе Юлдашбая Шахрисабзия было построено из прочного и качественного кирпича, дерева, камня и ганча.